# اسکوبار آی (تگزاس)
اسکوبار آی (به انگلیسی: Escobar I) یک منطقهٔ مسکونی در ایالات متحده آمریکا است که در تگزاس واقع شده‌است. اسکوبار آی ۳۲۴ نفر جمعیت دارد.